# Trigonopterygidae
Famille
Les Trigonopterygidae sont une famille d'insectes orthoptères.

## Distribution
Les espèces de cette famille se rencontrent en Asie du Sud-Est et en Asie du Sud.

## Liste des genres
Selon Orthoptera Species File (13 juillet 2018) :
- Borneacridinae Kevan, 1952
  - Borneacris Ramme, 1941
  - Moultonia Bolívar, 1914
- Trigonopteryginae Walker, 1870
  - Pseudopyrgus Kevan, 1966
  - Systella Westwood, 1841
  - Trigonopteryx Charpentier, 1845

## Publication originale
- (en) Walker, 1870 : Catalogue of the Specimens of Dermaptera Saltatoria in the Collection of the British Museum. vol. 3 Locustidae (contd.), Acrididae. British Museum, London, p. 425-604.